# Aviation navale brésilienne
L'aviation navale brésilienne (en portugais : Aviação Naval Brasileira) est la composante aérienne de la marine brésilienne, actuellement connu sous le nom de Força Aeronaval (Force aéronavale). Les rôles de l'aviation navale comprennent maintenant l'appui du porte-avions São Paulo, la défense aérienne du l'espace maritime du Brésil, la reconnaissance, le transport de personnels et la lutte anti-sous-marine. L'AvN est également responsable des opérations aéroportées du Corps des Marines brésilienne. Elle est placée sous le commandement du ComForAerNav (Commandant de la Force Aéronavale), souvent au grade de contre-amiral, chargé de superviser l'appui des aéronefs à partir de navires de la marine du Brésil.
L'aviation navale possède son siège sur la base aéronavale de São Pedro da Aldeia, qui a pour mission de maintenir à niveau l'ensemble du parc aérien, et où est également basé le Centre d'éducation et de formation de la force aéronavale. Toutefois, les escadrons sont répartis dans l'ensemble du pays.
Les A-4 Skyhawk, opérants à partir du porte-avions São Paulo, a fait du Brésil l'un des rares pays à posséder jusqu'à son retrait en 2018 des avions à voilure fixe embarqués, avec les États-Unis, la Russie, l'Inde, la Chine, la France, l'Espagne, l'Italie et la Thaïlande.

## Histoire
La Direction de l'aviation navale brésilienne est formée en août 1916, après la création de l'école de l'aviation navale brésilienne et de la flottille de l'aviation brésilienne. Les aviateurs brésiliens ont participé à des opérations de patrouille au cours de la Première Guerre mondiale, au sein de la Royal Naval Air Service puis de la Royal Air Force.
Le 20 janvier 1941, la création d'une force aérienne indépendante marque la dissolution du service de l'aviation militaire (Serviço de Aviação Militar) de l'armée de terre brésilienne et du service de l'aviation navale (Serviço de Aviação Naval) de la marine brésilienne.
De la mi-1942 jusqu'à la fin de la Seconde Guerre mondiale, l'armée de l'air brésilienne eu ainsi pour rôle de patrouiller au-dessus de l'Atlantique. Ainsi, le 31 juillet 1943, le sous-marin allemand U-199, qui était situé sur la surface, est repéré au large de Rio de Janeiro. Il est coulé par des charges de profondeurs lancées d'un hydravion américain Martin PBM Mariner de l'escadron VP-74 et de 2 avions brésiliens Consolidated PBY Catalina et Lockheed Hudson. L'attaque fit 49 morts et 12 survivants parmi les membres d'équipage.

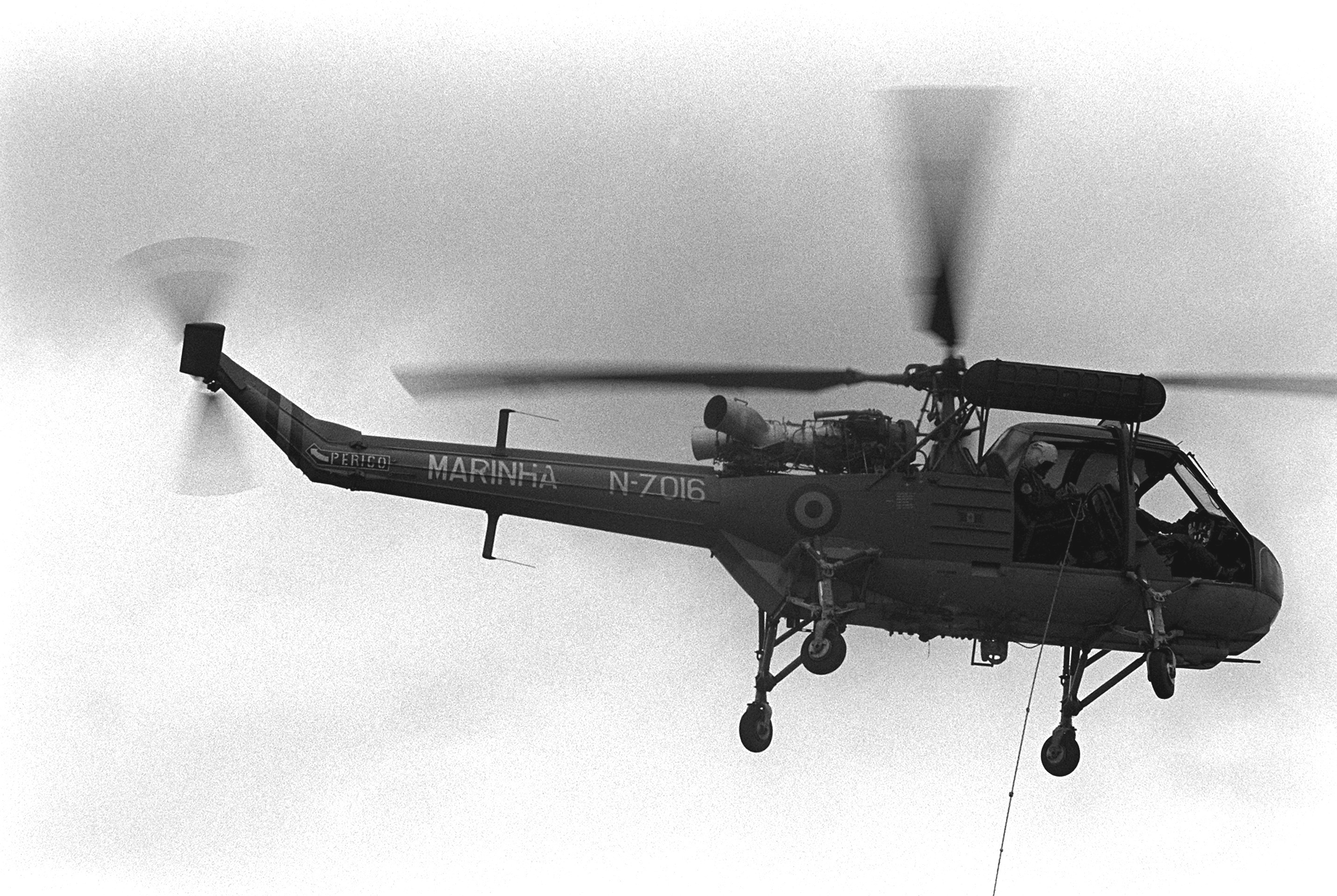
Westland Wasp HAS Mk-1 de la Marine brésilienne durant l'exercice Unitas XX en juin 1979.

La Marine brésilienne, quant à elle, dut participer à la Seconde Guerre mondiale sans sa composante aérienne qui se révélera essentiel à la conduite d'opérations militaires en mer tout au long du conflit. Ainsi, en 1952, l'aéronavale refait surface dans sa deuxième phase avec la création de Direction Aéronautique de la Marine. La Marine cherchant à acquérir de nouveau ses propres moyens aériens, le Brésil fait l'acquisition du porte-avion NAeL Minas Gerais (ex-HMS Vengeance de la Royal Navy) en 1956, et subit une refonte de grande envergure aux Pays-Bas de la mi-1957 à décembre 1960 au terme de laquelle il en sort presque neuf. Mais après des frictions intenses avec la FAB, la Marine, en vertu du décret présidentiel de 1965, est limitée à l'utilisation d'aéronefs à voilure tournante.

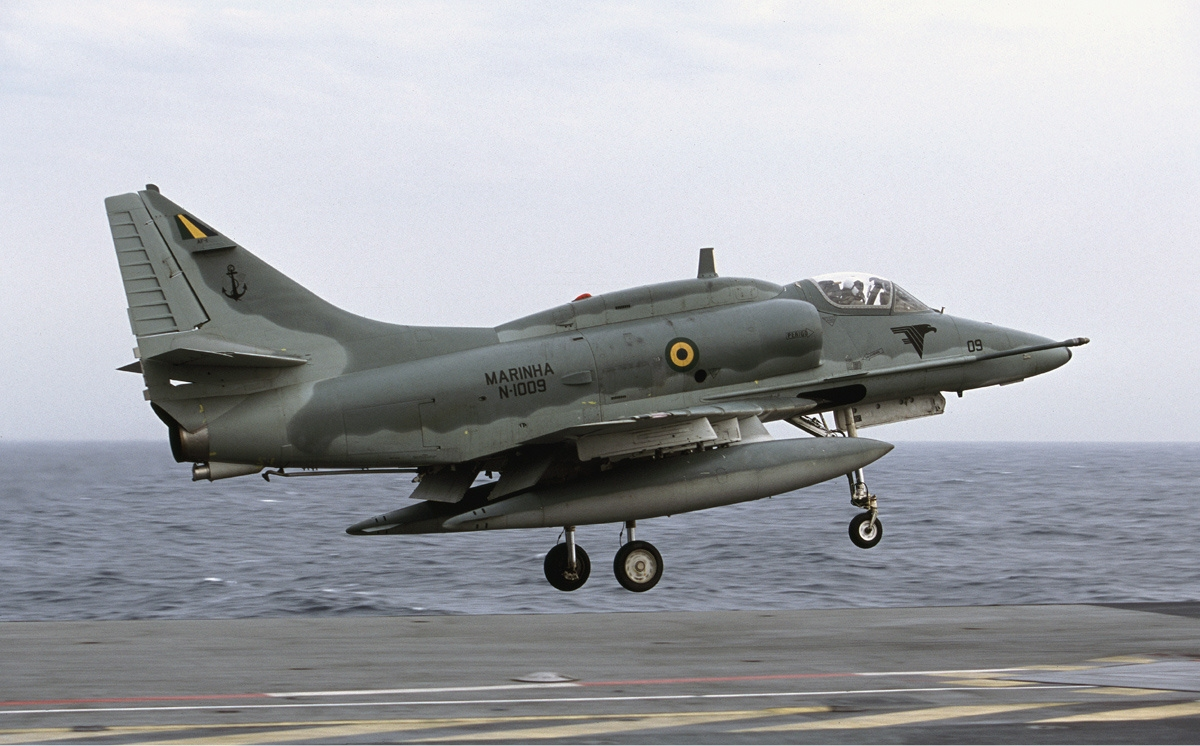
Un AF-1 Skyhawk de l'escadron VF-1 est catapulté depuis le porte-avions NAe São Paulo (A 12) en septembre 2002.

En 1996, une étude indique que l'avion A-4 Skyhawk appartenant à la force aérienne du Koweït, et sa disponibilité à la vente, répond aux besoins de la Marine, en raison, notamment, de son excellent rapport qualité-prix et de quelques heures de vol par cellule. Avec le décret présidentiel no 2.538 du 8 avril 1998, la marine du Brésil a retrouvé le droit d'exploiter ses propres appareils à voilure fixe afin qu'ils puissent opérés à partir de ses navires. Ainsi, dans la même année l'aviation navale reçu 20 Skyhawk monoplaces et trois biplaces de formation pour une valeur de 70 millions de dollars US. Ils reçurent respectivement les désignations AF-1 et AF-1A. La formation des pilotes fut effectuée au sein de la force aérienne brésilienne, l'aviation navale argentine et de l'United States Navy.
Le 30 septembre 1999, l'enseigne de vaisseau de 1re classe Alvarenga de la marine brésilienne devient le dernier élève-pilote à effectuer un appontage sur un porte-avions aux États-Unis à partir d'un Skyhawk. Il est aussi le dernier pilote de Skyhawk de l'école de l'aviation navale de l'US Navy à gagner ses ailes. Le 26 avril 2000, le premier AF-1 (A-4KU) atterrit au Brésil. L'avion N-1007 est piloté par le lieutenant-colonel de l'US Marine Corps James Edwin Rogers. Un mois plus tard, le même avion est piloté pour la première fois par un pilote de la marine brésilienne qui effectue également le premier touch-and-go sur le porte-avions NAeL Minas Gerais. En janvier 2001, le premier appontage et catapultage d'un A-4 sur le Minas Gerais est exécuté par le commander Daniel G. Canin, suivie deux jours plus tard par le premier pilote de la marine brésilienne à atterrir sur un porte-avion brésilien.

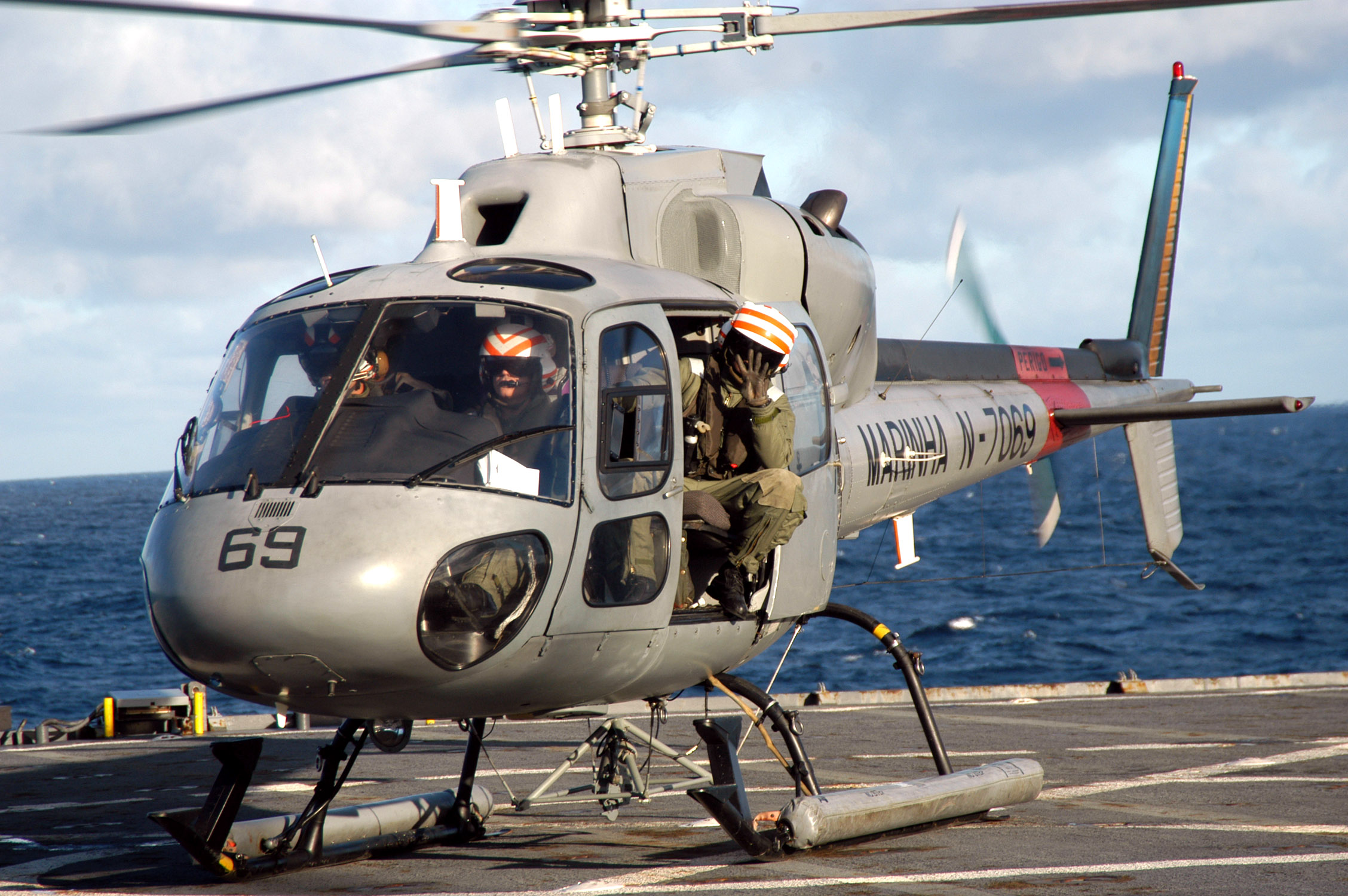
HB355F sur le pont d'envol de lUSS Pearl Harbor (LSD 52) durant l'exercice UNITAS, en mai 2007.

En 2012, lors de la cérémonie commémorant les 96 ans de l'aviation navale, ont été transférés, à la section opérationnelle de la marine, quatre hélicoptères SH-60B Seahawk (désignation locale MH-16), récemment acquis par la Força Aeronaval. Incorporé au sein du 1er escadron d'hélicoptères anti-sous-marin (HS-1), l'appareil possède une avionique et de nombreux capteurs de la dernière génération. En 2014, deux autres unités du même modèle seront reçues pour remplacer le SH-3A/B, qui, depuis plus de 40 ans, est utilisé par l'aviation navale brésilienne.

## Unités

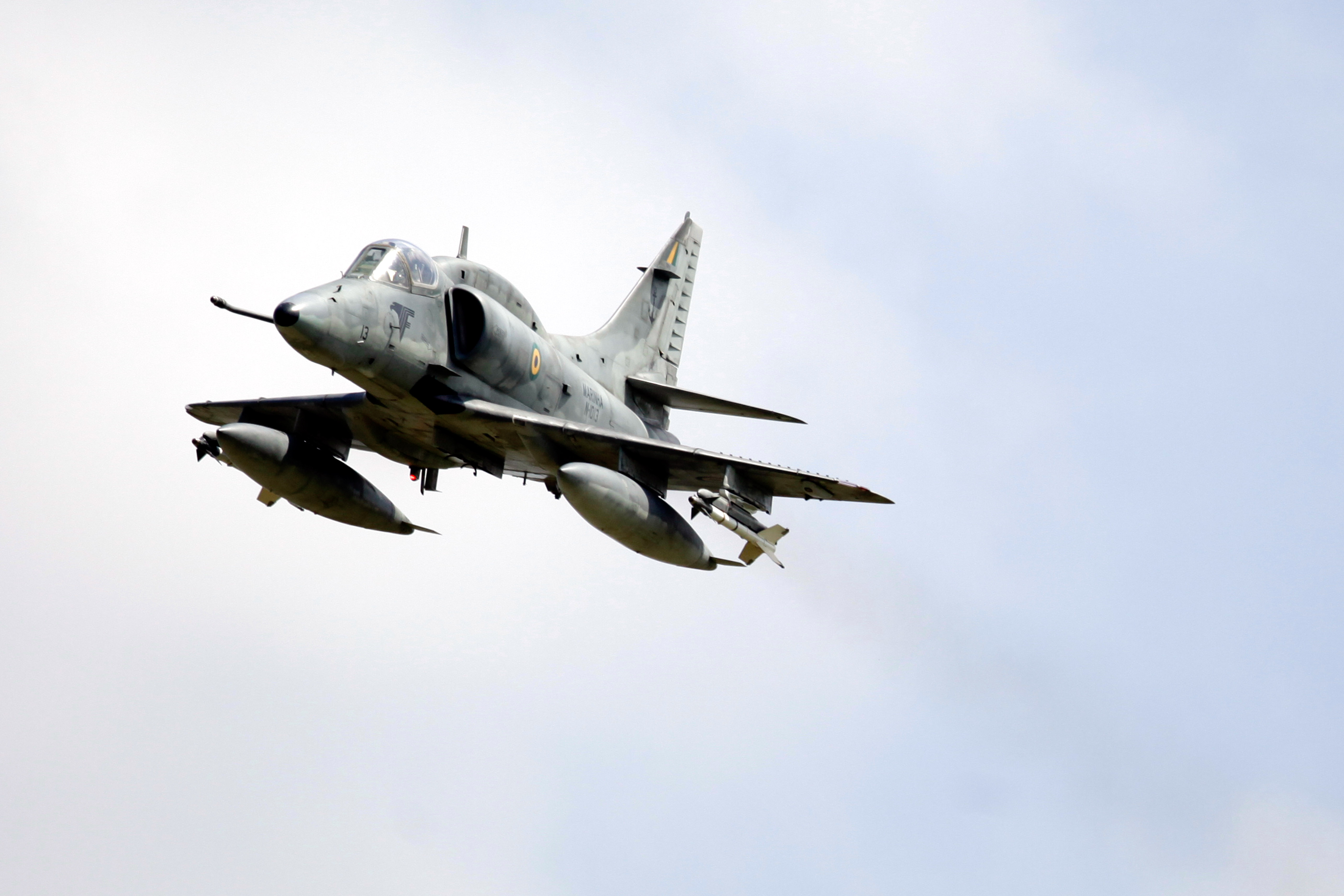
A-4 Skyhawk durant l'anniversaire de l'AvN en août 2013.

- HI-1 - 1er escadron d'hélicoptères d'instruction, BAeN São Pedro da Aldeia (206B-3 Jet Ranger III)
- HA-1 - 1er escadron d'hélicoptères de surveillance et d'attaque, BAeN São Pedro da Aldeia (Super Lynx Mk.21A)
- HS-1 - 1er escadron d'hélicoptères anti-sous-marin, BAeN São Pedro da Aldeia (SH-60B Seahawk, SH-3 Sea King)
- HU-1 - 1er escadron d'hélicoptères, BAeN São Pedro da Aldeia (HB350B, HB355F)
- HU-2 - 2e escadron d'hélicoptères, BAeN São Pedro da Aldeia (AS-332F1 Super Puma, AS-532Mk.1 Cougar)
- HU-3 - 3e escadron d'hélicoptères, BN Manaus (HB350B)
- HU-4 - 4e escadron d'hélicoptères, BF Ladário (206B-3 Jet Ranger III)
- HU-5 - 5e escadron d'hélicoptères, Ilha do Terrapleno (HB350B, HB355F)
- VF-1 - 1er escadron d'avions d'attaque et d'interception, BAeN São Pedro da Aldeia (A-4 Skyhawk)

## Aéronefs

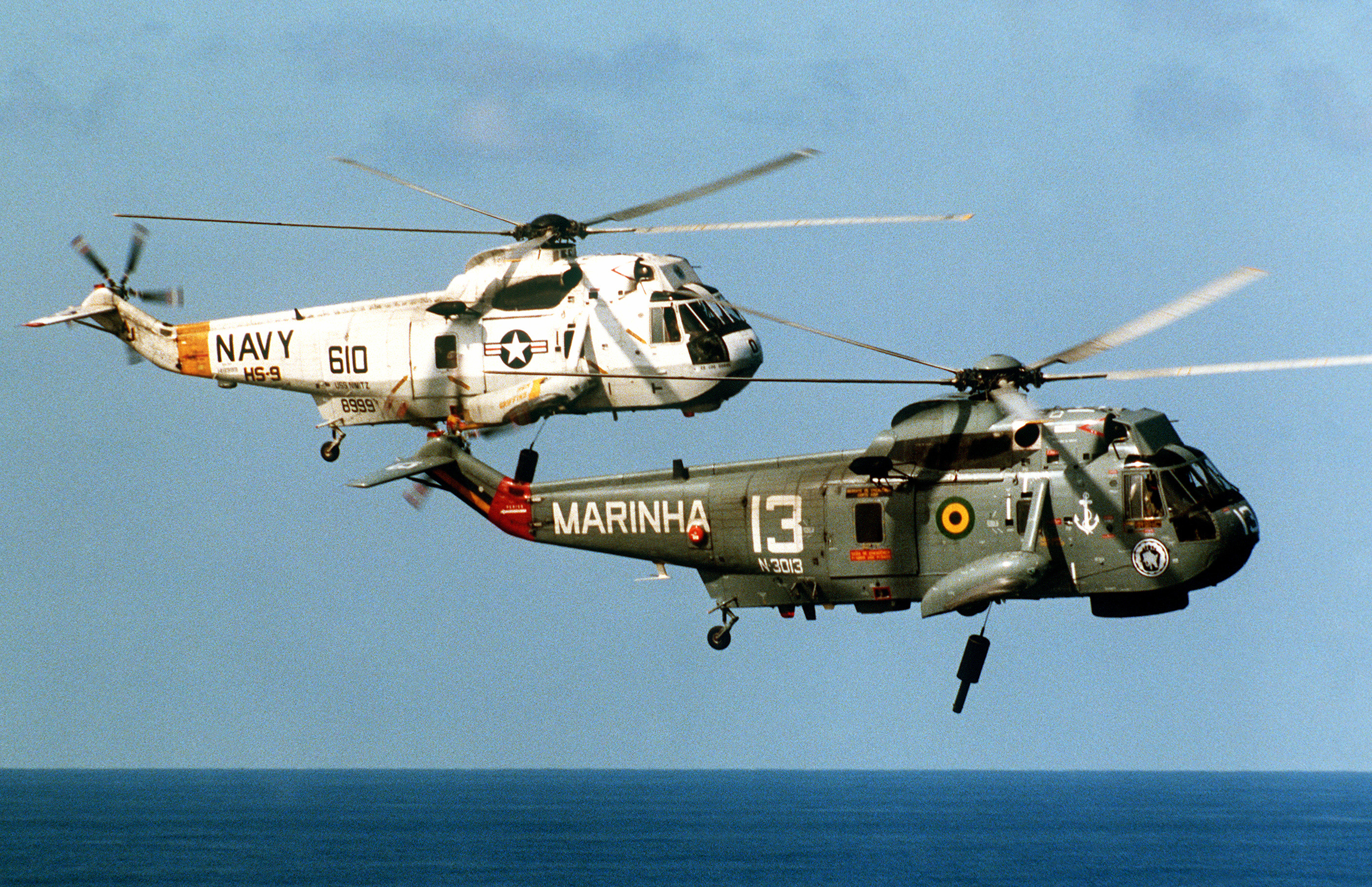
SH-3 Sea King de l'US Navy et de la marine brésilienne durant l'exercice Topex 1-87 en 1987.

Ordre de bataille en 2015 :
| Aéronefs                      | Origine                 | Type                                                  | En service      | Versions            | Désignation locale | Notes |
| Avion de chasse               | Avion de chasse         | Avion de chasse                                       | Avion de chasse | Avion de chasse     | Avion de chasse    | Avion de chasse |
| ----------------------------- | ----------------------- | ----------------------------------------------------- | --------------- | ------------------- | ------------------ | --- |
| Douglas A-4 Skyhawk           | États-Unis              | Avion d'attaque au sol                                | 2 1             | A-4MB TA-4MB        | AF-1 AF-1A         | Rachetés d'occasion au Koweït et livrés en septembre 1998. 5 monoplaces et 2 biplaces sont modernisés. Le dernier remis en mars 2022 |
| Avion de transport            |                         |                                                       |                 |                     |                    | |
| Grumman C-1 Trader            | États-Unis              | Avion de transport                                    | 0 (4)           | KC-2                |                    | N'a pas encore effectué de vol en date de juillet 2022.                                                                              |
| Hélicoptère                   |                         |                                                       |                 |                     |                    | |
| Aérospatiale AS332 Super Puma | France Brésil           | Hélicoptère de transport moyen                        | 5 2             | AS-332F1 AS-532Mk.1 | UH-14              | Construit sous licence par Helibras                                                                                                  |
| Aérospatiale AS350 Écureuil   | France Brésil           | Hélicoptère de transport léger                        | 19 9            | HB350B HB355F       | UH-12 UH-13        | Construit sous licence par Helibras                                                                                                  |
| Bell 206                      | États-Unis              | Hélicoptère utilitaire polyvalent                     | 14 3            | 206B-2 206B-3       | UH-6 IH-6B         | |
| Eurocopter EC725 Caracal      | Union européenne Brésil | Hélicoptère de transport                              | 3 (13)          |                     | UH-15              | Construit sous licence par Helibras                                                                                                  |
| Westland Lynx                 | Royaume-Uni             | Hélicoptère de transport et de lutte anti-sous-marine | 6               | Mk.21 Mk.21A        | SAH-11 AH-11       | |
| Sikorsky SH-60 Seahawk        | États-Unis              | Hélicoptère naval multimission                        | 4 (4)           | SH-60B              | MH-16              | |
| Sikorsky SH-3 Sea King        | États-Unis Italie       | Hélicoptère de transport et de lutte anti-sous-marine | 9               | ASH-3D              |                    | |

## Commandants de la force aéronavale
Le Commandant de la Force Aéronavale doit fournir un soutien adéquat aux commandements des opérations dans l'exécution de leurs missions afin de contribuer à la réalisation des opérations navales et des opérations terrestres à caractère naval. De nombreux officiers supérieurs, puis officiers généraux se sont ainsi succéder à la tête du commandement de la force aéronavale.
- capitaine de vaisseau Roberto Coutinho Coimbra : 30 avril 1963 - 4 février 1964
- capitaine de vaisseau Arnaldo de Negreiros Jannuzzi : 4 février 1964 - 14 avril 1965
- contre-amiral Mario Carneiro de Campos Esposel : 14 avril 1965 - 2 mars 1966
- contre-amiral Luiz Gonzaga Döring : 2 mars 1966 - 16 août 1966
- contre-amiral Mario Geraldo Ferreira Braga : 16 août 1966 - 17 juillet 1967
- contre-amiral Sylvio de Magalhães Figueiredo : 17 juillet 1967 - 19 juin 1969
- contre-amiral Gualter Maria Menezes de Magalhães : 19 juin 1969 - 12 janvier 1970
- contre-amiral Roberto Mario Monnerat : 12 janvier 1970 - 20 juillet 1971
- contre-amiral Fernando Ernesto Carneiro Ribeiro : 20 juillet 1971 - 25 avril 1974
- contre-amiral Decio de Oliveira Guimarães : 25 avril 1974 - 19 janvier 1976
- vice-amiral José Maria do Amaral Oliveira : 19 janvier 1976 - 21 mars 1979
- contre-amiral Aymara Xavier de Souza : 21 mars 1979 - 21 mars 1980
- contre-amiral Luiz Fernando da Silva Souza : 21 mars 1980 - 21 août 1981
- contre-amiral Cláudio José Corrêa Lemago : 21 août 1981 - 16 janvier 1984
- contre-amiral Hernani Goulart Fortuna : 16 janvier 1984 - 4 septembre 1984
- contre-amiral Manoel Van der Haagen da Silva : 4 septembre 1984 - 4 février 1986
- contre-amiral Pedro Steenhagen Filho : 4 février 1986 - 27 avril 1988
- contre-amiral Pulo Ronaldo Daldegan Moreira : 27 avril 1988 - 28 avril 1989
- contre-amiral Carlos Frederico Vasconcellos da Silva : 28 avril 1989 - 19 avril 1991
- contre-amiral Luiz Sanctos Döring : 19 avril 1991 - 10 décembre 1992
- contre-amiral Carlos de Almeida Rocha : 10 décembre 1992 - 16 janvier 1995
- contre-amiral Carlos Alberto Pimentel Mello : 16 janvier 1995 - 21 mars 1997
- vice-amiral Adilson Vieira de Sá : 21 mars 1997 - 17 août 1999
- contre-amiral Jayme Alberto Castro Puga : 17 août 1999 - 24 avril 2001
- vice-amiral José Carlos Cardoso : 24 avril 2001 - 23 avril 2004
- contre-amiral Paulo José Rodrigues de Carvalho : 23 avril 2004 - 24 mars 2006
- contre-amiral Mauro França de Albuquerque Lima : 24 mars 2006 - 17 août 2007
- contre-amiral Nelson Garrone Palma Velloso : 17 août 2007 - 28 août 2009
- contre-amiral Fernando Mauro Barbosa de Oliveira : 28 août 2009 - 30 mars 2010
- contre-amiral Liseo Zampronio : 30 mars 2010 - 5 décembre 2011
- contre-amiral Victor Cardoso Gomes : 5 décembre 2011 - 26 avril 2013
- contre-amiral Alberto Matias : 26 avril 2013 - 14 août 2015[9]
- contre-amiral Sérgio Nathan Marinho Goldstein : 14 août 2015 - 6 septembre 2016
- contre-amiral Paulo Ricardo Finotto Colaço : depuis le 6 septembre 2016[10]

## Aéronefs retirés du service
- Pilatus P-3-03: 6 appareils